# بزمجه پانای
 بزمجه پانای(نام علمی: Varanus mabitang) نام یک گونه از سرده بزمجه است.